# Gladiator Film
La Gladiator Film fu una casa di produzione cinematografica italiana attiva ai tempi del muto.

## Storia
Fu fondata a Torino nel 1915 dal regista Ugo De Simone. Il suo teatro di posa sorse in via Assarotti 10. Nel 1919 la produzione fu spostata a Roma, sulla via Appia Nuova. Successivamente venne assorbita dall'Unione Cinematografica Italiana.
Tra le sue produzioni più significative (oltre una cinquantina) vi furono La terrificante visione (1915), L'amazzone macabra (1916) Medusa velata (1916), Ironie della vita (1917) Maternità (1917) La figlia della tempesta (1917) Tua per la vita (1917), Voluttà di morte (1917), Il principe Zilah (1919), La spada di Damocle (1919).
Tra i maggiori interpreti della casa vi furono Italia Almirante Manzini, Helena Makowska, Cecyl Tryan, Giovanni Casaleggio, Mario Voller-Buzzi e Guido Trento.